# São Salvador da Aramenha
São Salvador da Aramenha es una freguesia portuguesa del concelho de Marvão, con 50,76 km² de superficie y 1426 habitantes (2011). Su densidad de población es de 28,1 hab/km².

## Población
| Población de la freguesia de São Salvador da Aramenha | Población de la freguesia de São Salvador da Aramenha | Población de la freguesia de São Salvador da Aramenha | Población de la freguesia de São Salvador da Aramenha | Población de la freguesia de São Salvador da Aramenha | Población de la freguesia de São Salvador da Aramenha | Población de la freguesia de São Salvador da Aramenha | Población de la freguesia de São Salvador da Aramenha | Población de la freguesia de São Salvador da Aramenha | Población de la freguesia de São Salvador da Aramenha | Población de la freguesia de São Salvador da Aramenha | Población de la freguesia de São Salvador da Aramenha | Población de la freguesia de São Salvador da Aramenha | Población de la freguesia de São Salvador da Aramenha | Población de la freguesia de São Salvador da Aramenha |
| ----------------------------------------------------- | ----------------------------------------------------- | ----------------------------------------------------- | ----------------------------------------------------- | ----------------------------------------------------- | ----------------------------------------------------- | ----------------------------------------------------- | ----------------------------------------------------- | ----------------------------------------------------- | ----------------------------------------------------- | ----------------------------------------------------- | ----------------------------------------------------- | ----------------------------------------------------- | ----------------------------------------------------- | ----------------------------------------------------- |
| 1864                                                  | 1878                                                  | 1890                                                  | 1900                                                  | 1911                                                  | 1920                                                  | 1930                                                  | 1940                                                  | 1950                                                  | 1960                                                  | 1970                                                  | 1981                                                  | 1991                                                  | 2001                                                  | 2011                                                  |
| 2 119                                                 | 2 314                                                 | 2 438                                                 | 2 423                                                 | 2 640                                                 | 2 712                                                 | 2 712                                                 | 2 771                                                 | 2 966                                                 | 2 816                                                 | 1 906                                                 | 1 790                                                 | 1 626                                                 | 1 527                                                 | 1 426                                                 |

## Patrimonio
- Ciudad romana da Ammaia: Ruinas romanas
- Caleiras da Escusa: Antiguas minas de cal, actualmente inactivadas, cerca de la aldea de Escusa
- Puente romano-medieval de Portagem
- Aldea de Escusa

## Aldeas
La freguesia tiene las siguientes aldeas:
- Alvarrões
- Escusa
- Jardim
- Portagem
- Porto da Espada
- Rasa
- Ribeirinha
- São Salvador da Aramenha
- Carris
- Carriçal
- Olhos D'Água
- Prado